# 波七型潜水艦
波七型潜水艦（はなながたせんすいかん）は、大日本帝国海軍の潜水艦の艦級。C3型（シーさんがた）とも。同型艦2隻。

## 概要
ヴィッカース社のC1型及びC2型に改良を加えた潜水艦。第一次世界大戦でのドイツ潜水艦の活躍を聞き、攻撃力アップのため外装魚雷発射管を艦上に2基設置した。また潜舵の位置を変更するなど上構が若干変更されている。その他の性能はC1型及びC2型とほとんど変わらない。
1916年(大正5年)及び1917年(大正6年)に竣工。竣工時の名称は第十六潜水艇及び第十七潜水艇。竣工時は潜水艇に類別（等級はなし）。1916年（大正5年）8月4日、二等潜水艇に類別、1919年（大正8年）4月1日、三等潜水艦に類別。その後波号第七潜水艦及び波号第八潜水艦と改称された。1929年(昭和4年)除籍。この潜水艦が建造されてから太平洋戦争に至るまで、300トン前後の小型の潜水艦は建造されなかった。戦果戦歴ともになし。

## 同型艦
- 波号第七潜水艦

1916年（大正5年）10月31日竣工（呉）。竣工時の艦名は第十六潜水艇。1919年（大正8年）4月1日第十六潜水艦に改称。1923年（大正12年）6月15日波号第七潜水艦に改称。1929年(昭和4年)12月1日除籍。
- 波号第八潜水艦

1917年（大正6年）2月2日竣工（呉）。竣工時の艦名は第十七潜水艇。1919年（大正8年）4月1日第十七潜水艦に改称。1923年（大正12年）6月15日波号第八潜水艦に改称。1929年(昭和4年)12月1日除籍。